# Przemienienie (zespół)
Przemienienie – działająca na terenie Katowic młodzieżowa grupa wokalno-instrumentalna wykonująca muzykę religijną.

## Historia

### Początek (1983)
Zespół powstał w 3 kwietnia 1983 roku w Katowicach na terenie parafii św. Michała.  Swój pierwszy koncert mieli podczas festiwalu w Górce Klasztornej. Swoją nazwę zespół zawdzięcza temu, że rozpoczynał działalność i przez długi czas grał przy parafii Przemienienia Pańskiego w Katowicach.

### Szczyt popularności (80., 90.)
Szczyt ich popularności stanowią lata 80. oraz 90. Koncertowali na scenach całego świata. Między innymi odwiedzali Francję i Niemcy, Norwegię, Szwecję oraz Austrię. 

### Jubileusz (2008)
26 października 2008 roku zespół „Przemienienie" świętował 25-lecie swego istnienia, który odbył się w sanktuarium Matki Bożej Boguckiej w Katowicach Bogucicach.

### Dalsza działalność i reaktywacja (2000-2016)
W pierwszej dekadzie XXI wieku grywali głównie w Polsce. 27 marca 2011 wykonywali koncert w parafii pw. Św. Jadwigi w Katowicach Szopienicach, 3 kwietnia 2011 w parafii na Brynowie, a 30 kwietnia 2011 w Panewnikach. Reaktywacyjny koncert miał miejsce w katowickim kościele dominikanów (z okazji 800-lecia zakonu) 23 kwietnia 2016. Zespół występował podczas parafialnych uroczystości jeżdżąc po całej Polsce m.in. w Bydgoszczy czy Gdyni. Ich najpopularniejszymi utworami są m.in. „Mosty” czy „Wywyższamy Cię”.

## Skład zespołu[8]
- Wiesław Świderski (kierownictwo muzyczne)
- Agnieszka Gałach (wokal – sopran)
- Małgorzata Knapik (wokal – alt)
- Tomasz Kozieł (tenor)
- Joanna Krawiec (sopran)
- Adrianna Lisik (sopran)
- Aleksandra Solawa (sopran)
- Andrzej Szewerda (tenor)
- Łukasz Szmigiel (tenor/bas)
- Łukasz Zigler (bas)
- Katarzyna Ciborska (altówka)
- Monika Knapik (wiolonczela)
- Ewa Kozieł (skrzypce)
- Karolina Olecka (flet poprzeczny)
- Iwona Siedlecka (gitara rytmiczna)
- Michał Spendel (instrumenty klawiszowe)
- Aldona Swoboda (skrzypce)
- Monika Szczecina (flet poprzeczny)
- Monika Szmigiel (flet poprzeczny)
- Marta Szyderska (gitara rytmiczna)
- Hanna Wyciszczok (skrzypce)

### Kierownictwo muzyczne
- Wiesław Świderski

### Nagłośnienie
- Grzegorz Zawada

- Maciej Frydrychowicz

## Dyskografia
Dotychczas zespół wydał 10 albumów z muzyką, która często emitowana była w rozgłośniach takich jak Radio Maryja, Arka, czy Radio Katowice.

### Albumy[1]
| Tytuł płyty                   | Nośnik   |
| ----------------------------- | -------- |
| Jesteś porannym światłem      | Kaseta   |
| Oczekiwanie                   | Kaseta   |
| Dla nowego świata             | Kaseta   |
| W kruszynie chleba            | Kaseta   |
| Chodź ze mną                  | Kaseta   |
| Przemienienie                 | Kaseta   |
| Dobra Matko                   | Płyta CD |
| Dzielmy się wiarą jak chlebem | Płyta CD |
| Tam gdzie TY jesteś           | Płyta CD |
| Chwalmy imię Pana             | Płyta CD |

### Single
Zespół liczy 280 utworów. Najpopularniejszymi są:
- Mosty
- Inna ludzkość
- Witaj Królowo
- Boża Matko
- Tam gdzie Ty jesteś
- Wywyższamy Cię
- Chrystus Pan przyszedł na świat